# Кужаново
Кужа́ново (рос. Кужаново, башк. Ҡужан) — присілок у складі Абзеліловського району Башкортостану, Росія. Входить до складу Таштімеровської сільської ради.
Населення — 256 осіб (2010; 297 в 2002).
Національний склад:
- башкири — 99%

## Галерея

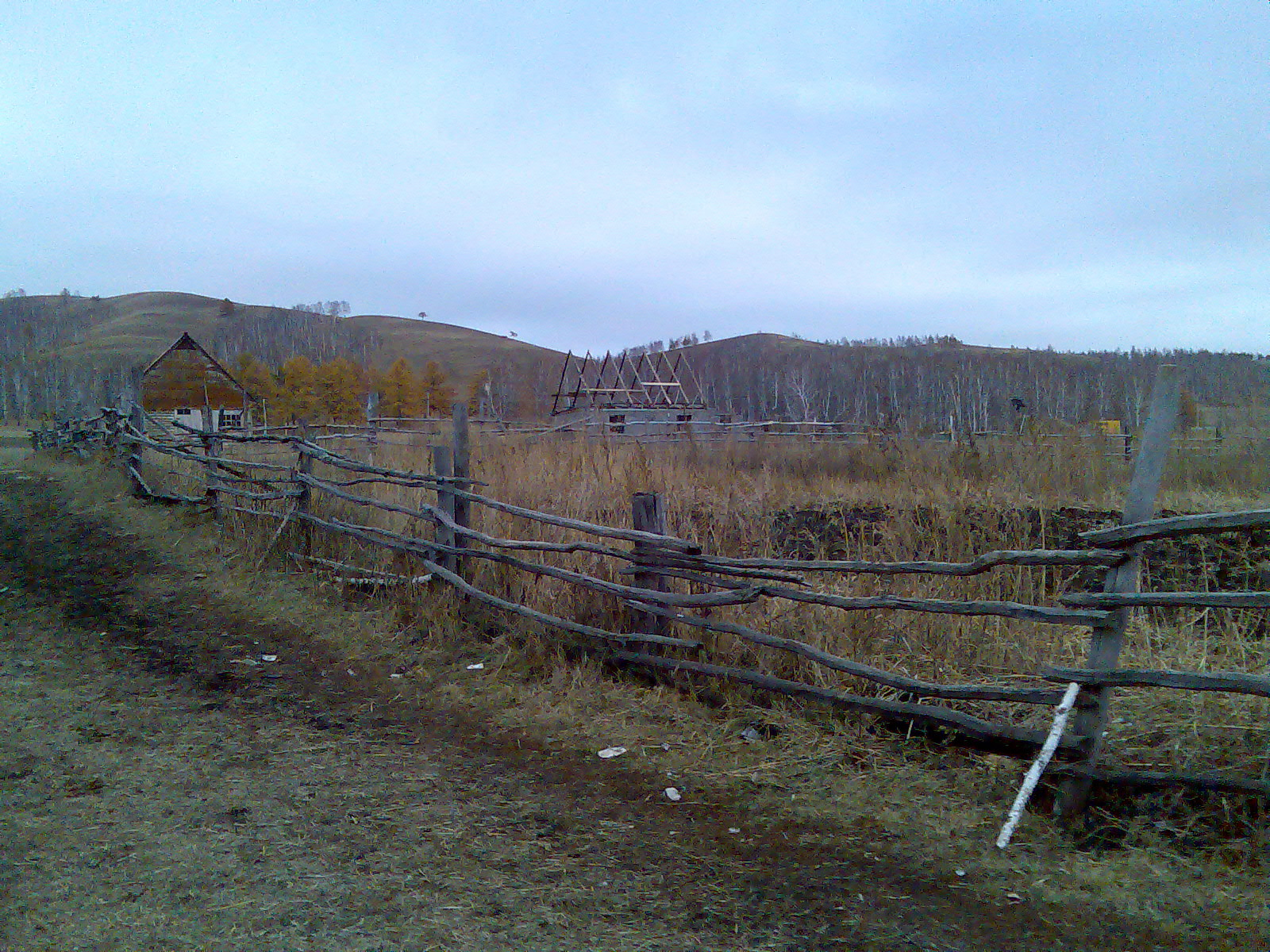
Нові будинки в селі
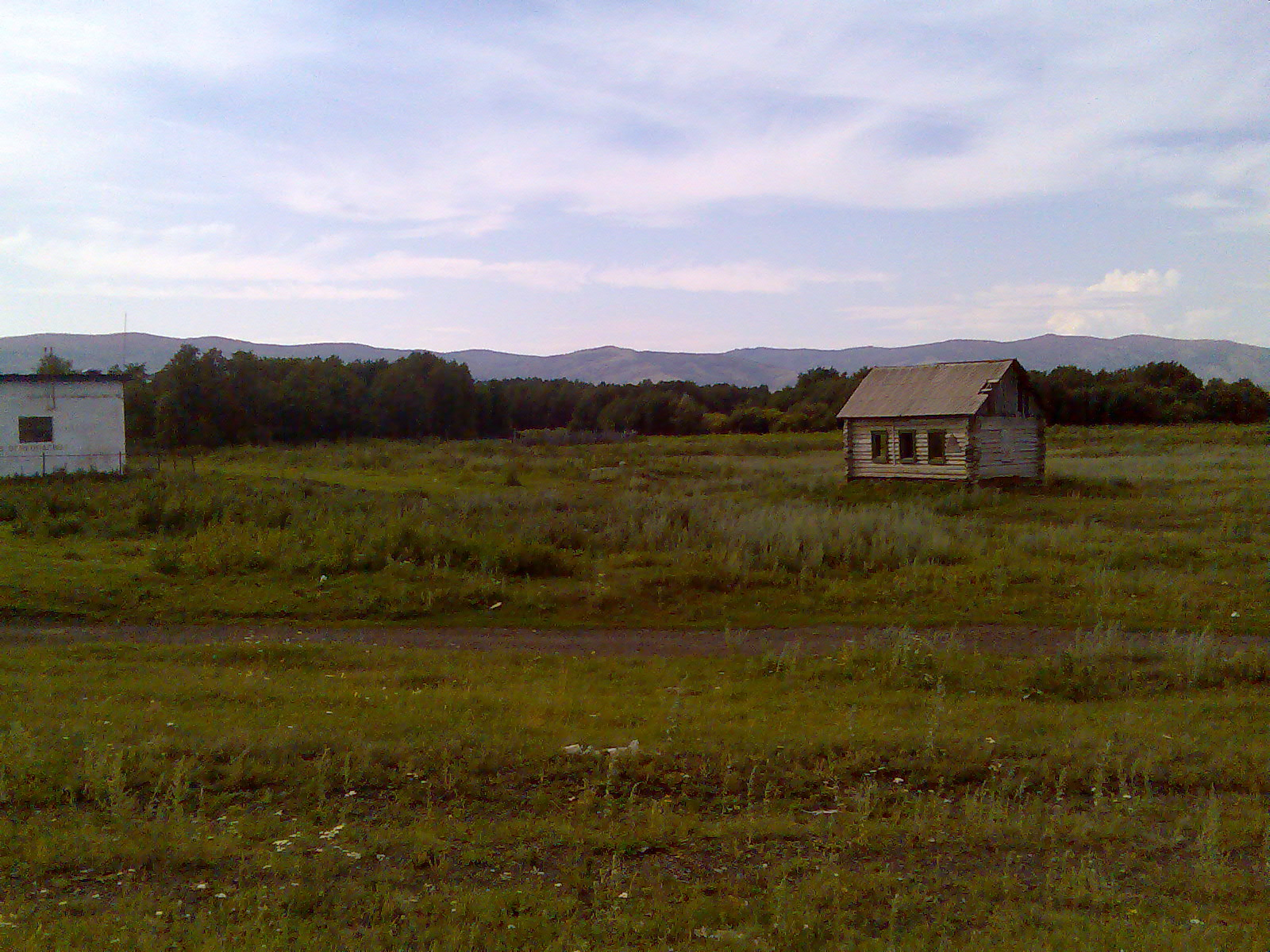
Покинутий будинок
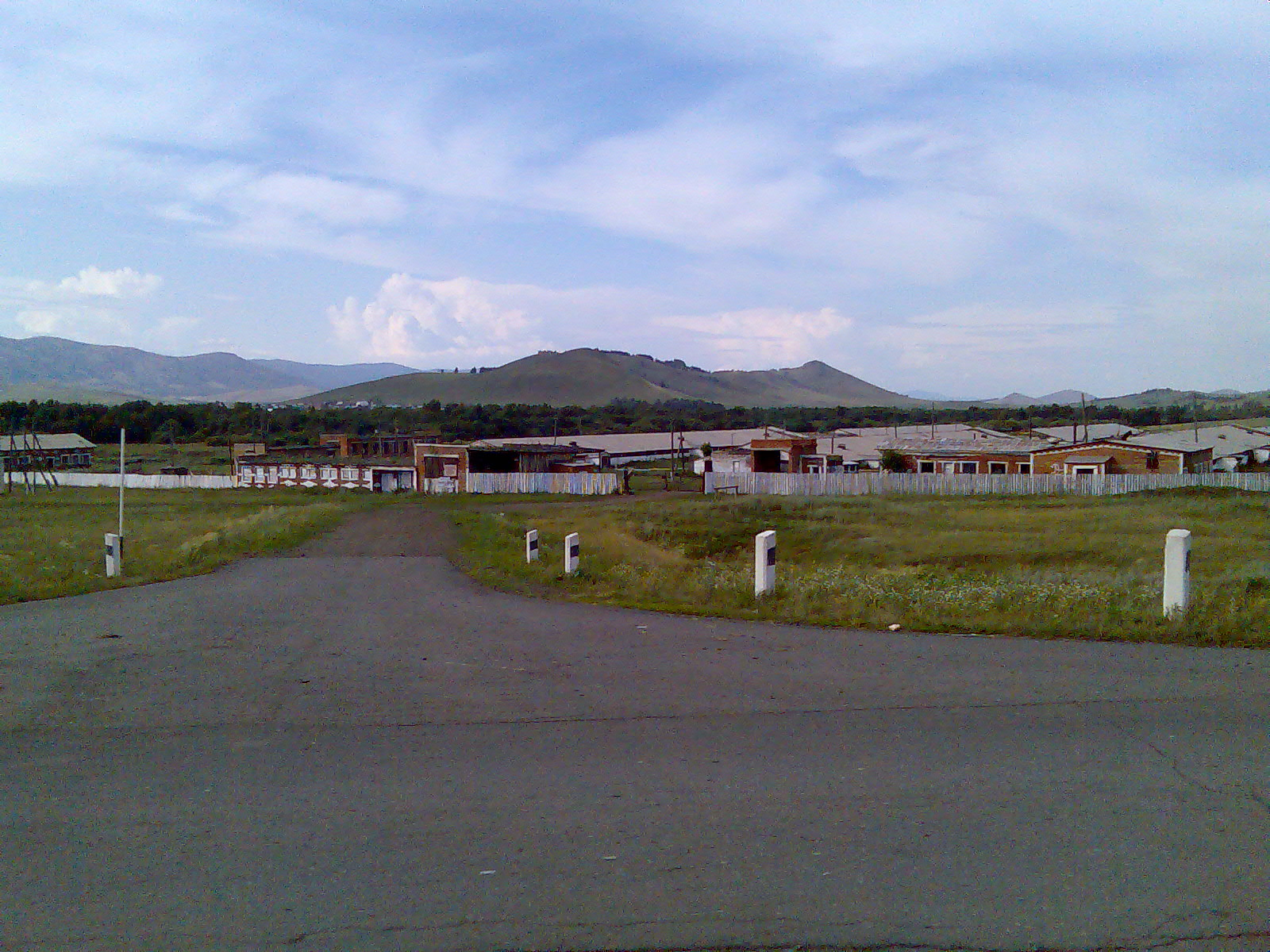
Ферма